# Gnumeric
 Der er for få eller ingen kildehenvisninger i denne artikel, hvilket er et problem. Du kan hjælpe ved at angive troværdige kilder til de påstande, som fremføres i artiklen.

Gnumeric er et opensource regnearksprogram. Det er oversat til mange sprog, herunder dansk.